# Pietro Aretino
Pietro Aretino (Arezzo, Itália, 20 de abril de 1492 - Veneza, Itália, 21 de outubro de 1556), escritor, poeta e dramaturgo italiano. Autor de "Diálogo das Prostitutas" e do livro "Sonetos Luxuriosos". Conhecido no seu tempo pelo nome de "secretário do mundo".
Libelista terrível e sem escrúpulos, vendia a pena a quem melhor pagasse. Era amigo de Ticiano, que lhe pintou mais de um retrato.
Filho de sapateiro com uma prostituta, em Perugia iniciou a aprendizagem dos mestres de pintor e de encadernador de livros. Este último ofício, ao colocá-lo em contacto com produtores literários, estimulou a sua própria produção de versos, que gradualmente se foram notabilizando pelo estilo incisivo, cínico e pouco moral.  
Interrompeu seus estudos em pintura para mudar-se para Roma, onde cativou o Papa Leão X. Como o papa era membro da famosa família de mecenas, os Médicis, passou a financiar as atividades poéticas de Aretino, garantindo a esse o que ele mesmo chamava de "vida de rei". Daí advém sua famosa frase, 
"Figlio di cortigiana con anima di re" (traduzido livremente como "filho de cortesã com vida de rei"  

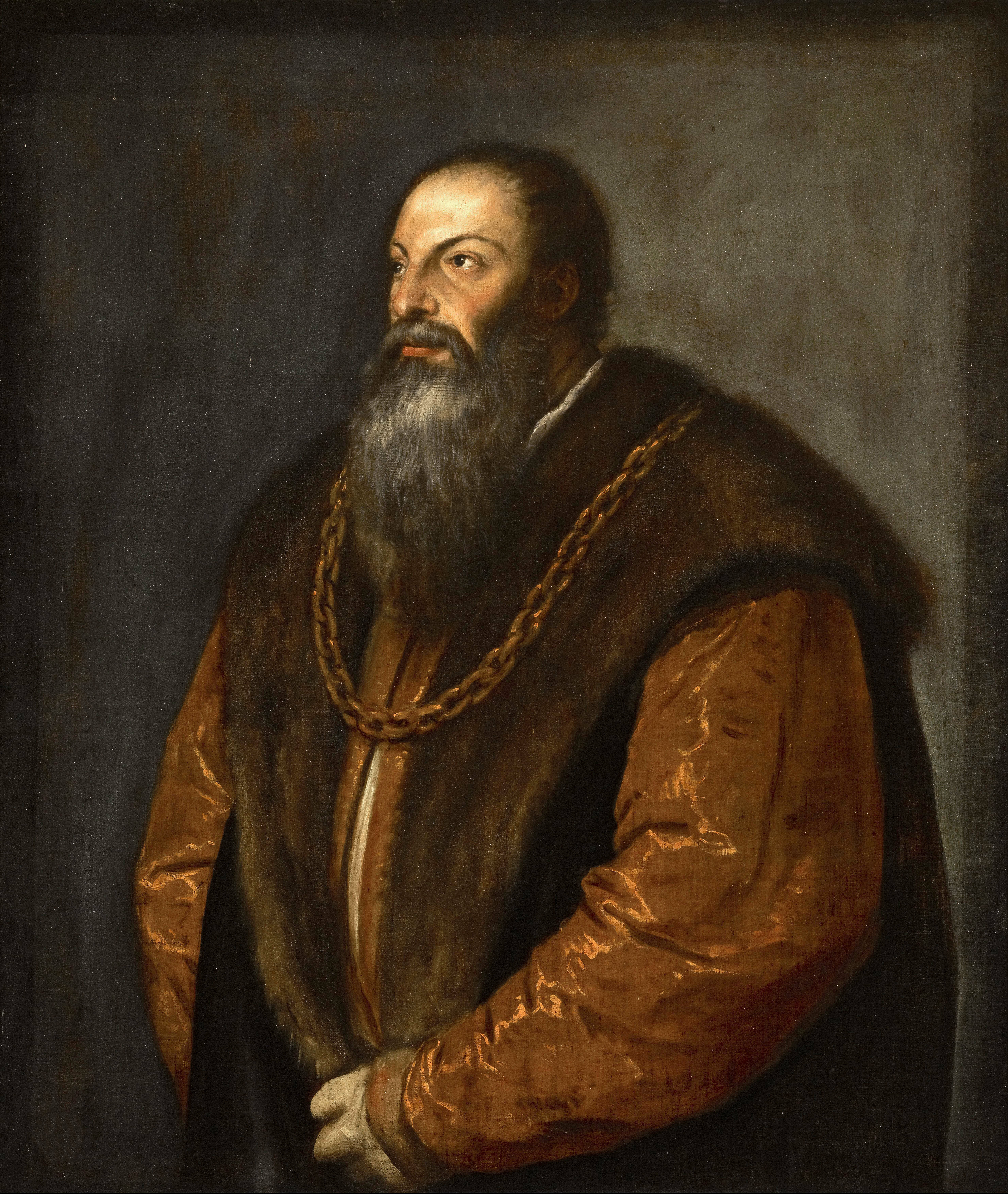
Retrato de Pietro Aretino, por Tiziano, Coleção Frick, Nova Iorque.

Protegido e respeitado pelos nobres, que temiam a sua grande influência pessoal e a mordacidade dos seus escritos, desenvolveu em Roma, depois em Veneza uma carreira de panfletário licencioso, deixando principalmente em Cartas (1537-1557), o registro da vida cultural e política de sua época; em Juízos (1534), analisa a instituição cortesã como um fenômeno de prostituição física e moral e como efeito típico de uma sociedade em crise.
Viveu num estado de liberdade jamais conferido a outro homem de sua época. De forma ousada e pouco convencional para os padrões literários desse período, atacou nobres e clérigos, de tal maneira, que ficou conhecido na história pelo alcunha "Flagelo dos Príncipes".
Chegou ao fim da vida, em 1556, com um tesouro acumulado que se estima ter ultrapassado o milhão de florins.

## Obras

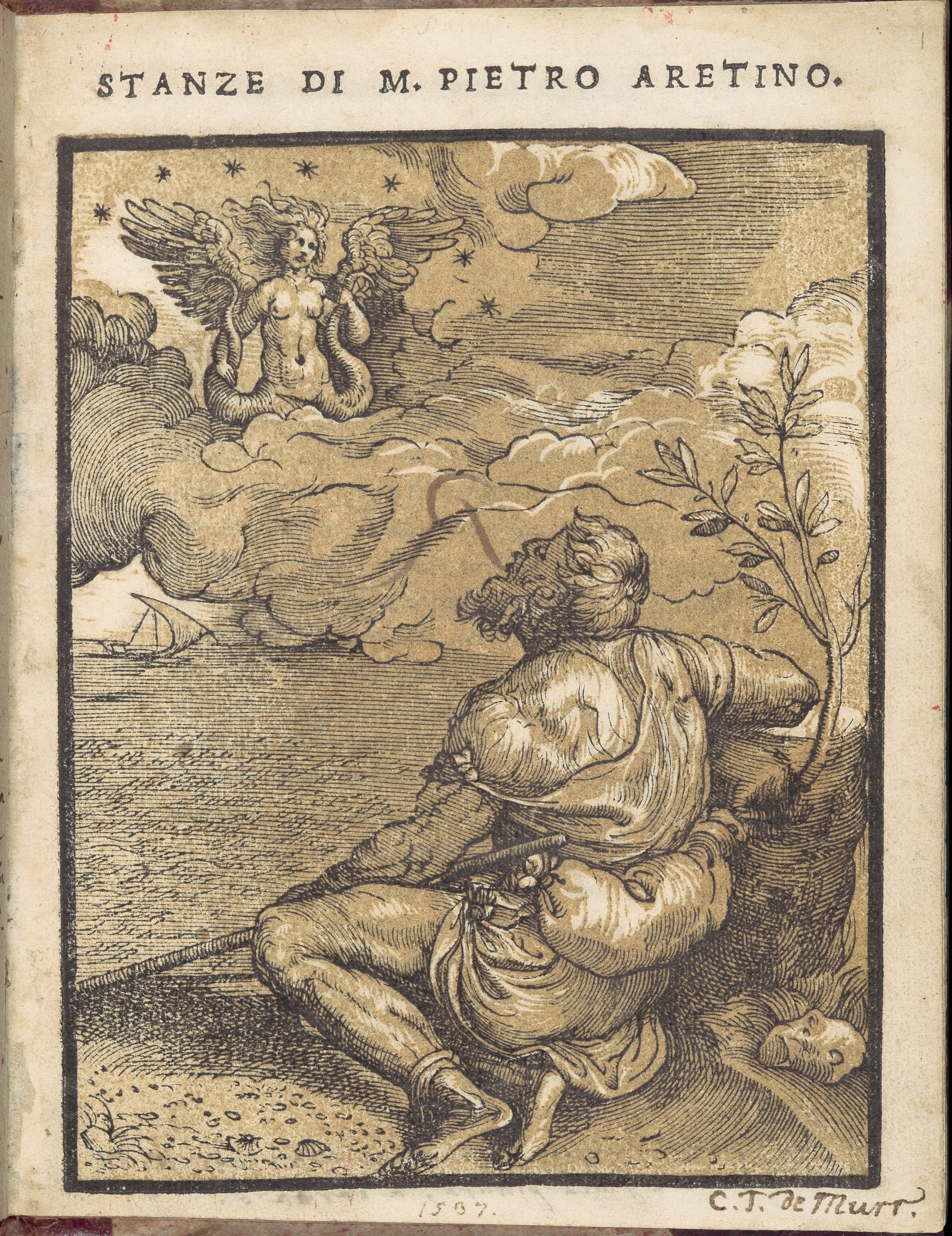
Stanze di M. Pietro Aretino, 1537

### Comédias
- Maresclaco
- Cortigiana
- Ipocrito
- Talanta
- Filosofo

### Tragédias
- L'Orazia
- Le lettere

### Outros
- Pasquinate per il conclave di Adriano VI
- Sonetti lussuriosi